# Gegants de Sant Josep de Calassanç
Gegants de Sant Josep de Calassanç són dos gegants vinculats a la ciutat de Barcelona. En Quintí i la Peguera són uns gegants que representen una parella de reis medievals i es construïren per participar en les festes de la parròquia de Sant Josep de Calassanç, situada al carrer de Joan de Peguera i a les del casal de Sant Josep de Calassanç al carrer Sant Quintí.
Les figures foren dissenyades i modelades pel mestre imatger barceloní Domènec Umbert i Vilaseró, que les va elaborar a la parròquia mateix, i s'estrenaren el juny del 1982. Des d'aleshores també han sortit a les festes del Clot i del Camp de l'Arpa, a més de les de la ciutat —la Mercè i Santa Eulàlia.
L'any 1999 s'encarregà la restauració de la parella de gegants a l'escultor Manel Casserras i Solé.
Quan surten, en Quintí i la Peguera van acompanyats de tres capgrossos —un català i dos macers— i celebren la trobada cada any per les festes del Clot – Camp de l'Arpa, el primer cap de setmana de novembre.